# Fonds-des-Nègres
Fonds-des-Nègres (Haïtiaans-Creools: Fondènèg) is een stad en gemeente in Haïti. De gemeente maakt deel uit van het arrondissement Miragoâne in het departement Nippes.
Fonds-des-Nègres is een relatief nieuwe gemeente. Ze is afgesplitst van de gemeente Miragoâne, rond het tijdstip dat het departement Nippes gevormd werd, in 2003. Het aantal inwoners bedraagt 33.400.
De plaats kreeg enige bekendheid door het boek Fonds-des-Nègres van de schrijfster Marie Chauvet, waarin veel aandacht is voor Haïtiaanse vodou-rituelen.

## Indeling
De gemeente bestaat uit de volgende sections communales:
| Nr. | Naam                              | Km²   | Inw.2015 |
| --- | --------------------------------- | ----- | -------- |
| 1   | Bouzi                             | 20,90 | 6.111    |
| 2   | Fond-des-Nègres (of: Morne Brice) | 24,81 | 12.059   |
| 3   | Pemerle                           | 28,76 | 9.506    |
| 4   | Cocoyers-Ducheine                 | 17,76 | 5.737    |